# Chikhli
Chikhli es una ciudad y  municipio situada en el distrito de Buldana en el estado de Maharashtra (India). Su población es de 57889 habitantes (2011). Se encuentra a 140 km de Aurangabad.

## Demografía
Según el censo de 2011 la población de Chikhli era de 57889 habitantes, de los cuales 29977 eran hombres y 29712 eran mujeres. Chikhli tiene una tasa media de alfabetización del 89,28%, superior a la media estatal del 82,34%: la alfabetización masculina es del 94,22%, y la alfabetización femenina del 84,08%.